# Kruispolderhaven
Kruispolderhaven es una localidad del municipio de Hulst, en la provincia de Zelanda (Países Bajos). Está situada en el Flandes zelandés.
Su nombre proviene del Kruispolder (en neerlandés, pólder en cruz), un pólder ahora inexistente en el estuario del río Escalda. La población nació como puerto del mismo, obtenido por España en 1612.